# Wali (Sprache)
Wali (auch Waali, Wala, Ala, Ouala) ist eine ghanaische Sprache mit ca. 138.000 Sprechern (2003) im Nordwesten Ghanas.
Wali ist die Sprache der Wala. Zentrum der Sprache ist Wa.
Das Volk der Chakali spricht in der Regel als Zweitsprache
Wali.
Anerkannte Dialekte sind Fufula, Yeri Waali, Cherii, Bulengee und Dolimi. Wali unterscheidet sich von Birifor und Dagaare.